# Ius Quiritium
Con la locuzione Ius quiritium si parla del primo sistema giuridico arcaico romano, adatto ad una società ristretta cioè  quella dei soggetti qualificati Quiriti, elaborato da una serie di organismi "politici", quali la civitas, le gentes e le familiae era incentrato soprattutto nel diritto familiare e dominicale ed era elaborato con regole giuridico-religiose.

## Storia

### Primo sviluppo: dall'epoca più arcaica sino alla prima metà dell'VIII secolo a.C.
Secondo gli storici Roma non si è formata da una vera fondazione, ma da parte di varie gentes le quali abitavano nei territori circostanti; perciò le usanze di queste prime popolazioni e i mores, tramandati e rivelate al popolo dalla casta sacerdotale, di queste prime popolazioni vengono a creare il primo nucleo del diritto dello ius Quiritium. Il fondamento iniziale è magico-religioso, poiché nell'antichità si riteneva comunemente che le forze soprannaturali agissero nella realtà della vita quotidiana.

### Piena attività dello Ius Quiritium: seconda metà dell'VIII secolo a.C. al VI secolo a.C.
Nel periodo regio il diritto quirito ha piena attività, secondo il Guarino dal VII al VI secolo a.C. Secondo la tradizione portata dalle fonti (tutte successive di parecchi secoli: Plutarco, Cicerone, Pomponio, Gaio e altri) lo ius Quiritium si forma completamente in poco meno di un cinquantennio grazie all'azione di emanazione di Romolo (a cui si attribuisce il nome Quirino e perciò il termine ius Quiritium) e Numa Pompilio, ma gli studiosi sono più propensi nel ritenere che abbiano origini dalle usanze arcaiche e siano sfociati nello ius Quiritium. All'azione legislativa dei sacerdoti si affianca come ausilio e rafforzatore la figura del Rex.

### Crisi e scomparsa dello Ius Quiritium: Dal V secolo a.C. al basso impero
Nascono vari contrasti tra i patrizi e plebei raccontati da Livio e Dionigi d'Alicarnasso, poiché i plebei si erano accorti che i pontefici (a quel tempo solo di origine patrizia) rivelavano dei mores che erano a favore dei soli patrizi. La plebe ormai esasperata chiede e ottiene, dopo vari tumulti, una legge scritta nel 450 a.C. con l'emanazione delle XII Tavole. Da questo evento inizia il processo di laicizzazione del diritto: la conoscenza del funzionamento del calendario e dei sistemi processuali rompe il potere interpretativo pontificale e indebolisce mores e ius Quiritium. Il diritto antico viene affiancato dalla lex: le varie lex rogata, lex data, plebisciti plebei e i senaticonsulti. Allo ius Quiritium potevano adire solo i Quiriti (i patrizi), mentre le altre lex potevano essere usate da un più ampio nucleo di soggetti. La fine dello ius Quiritium si ha nel 367 a.C. (data simbolica) quando vengono emanate le Leges Liciniae Sextiae che sanciscono la parità tra patrizi e plebei sopra molti aspetti della vita politica e sul diritto. Lo ius Quiritium si integra con il primo nucleo dello ius Civile e nel IV secolo a.C. i termini ius Quiritium e ius Civile diventano sinonimi (vari elementi dello ius Quiritium che si riscontrano nello ius Civile, diritto derivato dalle XII tavole, sono opera della giurisprudenza laica) e nelle legis actiones dove si trova il termine ex iure Quiritium in alcuni atti formali. In ogni caso la scomparsa degli atti formali quiriti compresenti nello ius Civile fu favorita dalla necessità degli scambi commerciali con le popolazioni conquistate.

## Analisi dello Ius Quiritium

### Da dove deriva il termineQuiritium
Le fonti tramandano due tradizioni della derivazione del termine Quiritium. La prima è l'antica accezione con cui si identificavano i Romani e che poi con cui viene divinizzato Romolo primo re di Roma e trasposto nel termine di Quirino che significherebbe dio dei romani dove Quirino rappresenterebbe proprio l'essenza romana. La seconda tradizione racconta che il termine Quirites deriverebbe dal termine più arcaico co-iurites che significherebbe letteralmente: coloro che godono degli stessi diritti; proprio questa accezione sarebbe di aiuto a comprendere che questo sarebbe il diritto dei patrizi pater familias che si trovano ad avere lo stesso status e gli stessi diritti.

### Sfera di applicazione dello ius Quiritium
Lo ius Quiritium è il diritto privato arcaico e i riti sacri delle prime comunità romane. Essendo composto da usanze arcaiche ha caratteristiche più magico-religiose che tipicamente giuridiche. La comunità romana utilizzava questo diritto per la giustizia privata poiché la forza dello Stato soprattutto nel regnum risulta molto debole. Il diritto di quell'epoca stabiliva infatti che erano i patres familiae o eventualmente le gentes a decidere le pene nella comunità, poiché il rex non si intromise mai in maniera incisiva, nemmeno quando la sua posizione diventò più forte. Compito del re e dei magistrati era infatti punire solo alcuni delitti quelli relativi a tradimento e a sovversione interna, i delitti militari e, forse, gli omicidi, con l'attiva partecipazione dei figli e degli altri stretti parenti dell'ucciso. Per lo più il rex si occupò di controllare la regolarità degli atti compiuti dalle gentes e dai patres familiae, demandando loro l'attuazione delle sanzioni previste. In poche parole a quel tempo, tranne che per i mores, i capi delle familiae e delle gentes detenevano quasi il potere assoluto nella comunità.

### Le fonti normative dello Ius Quiritium
In pratica da tutti gli studiosi viene sottolineato il lineare collegamento tra Mores Maiorum e Ius Quiritium dove il primo sarebbe il nucleo fondamentale di composizione del diritto dei Quiriti. Questo è vero però le stesse fonti sottolineano prima di tutto l'esistenza di leges regiae relative proprio ai poteri del pater familias o al rapporto tra pater familias e i suoi alieni iuris oppure il potere di foedera con cui il re poteva stabilire dei privilegi ad alcuni soggetti che sono esterni alla città di Roma. Le fonti normative in dettaglio sono:
- mores: Costituisce la fonte di diritto più arcaico e senza dubbio da questi che nasce la struttura dello Ius Quiritium divenendo senza dubbio il nucleo fondamentale almeno nell'epoca più arcaica.
- lex regia: Costituisce la radice del potere di emanazione da parte del rex, da molti studiosi viene sottolineato un profondo collegamento tra mores e leges regia, quelle di ambito privato, che risultano essere riaffermazioni pubbliche di più antichi mores davanti alle curie benché alcune delle leges regiae si distacchino dai mores. In questo ambito però la tradizione racconta anche di leges regiae che riguardano il potere patriarcale dei pater familias che in alcuni casi ne definiscono i limiti oppure che definiscono vari rapporti tra pater e filii familias e i vari riti religiosi riconducibili a tale atto normativo. E plausibile pensare pertanto che i mores stessi fossero entrati all'interno dello Ius Quiritium.
- foedera: Questi sono dei patti fatti tra i Romani e i popoli vicini per vivere in pace o per conseguire dei risultati economici, appunto tra questi risulta che il rex poteva concedere una cittadina romana minore (successivamente nell'età repubblicana chiamata Latium minor e Latium maior, dipendeva tutto da quanti diritti tipici del cittadino romano venivano concessi). Secondo Dionigi d'Alicarnasso in un primo tempo questi foedera erano temporanei poi verso la fine dell'età regia dovevano essere diventati dei veri e propri regole speciali da rispettare sempre. Appunto poiché lo Ius Quiritium era il diritto del cittadino romano oltre che del pater familias è possibile che tramite queste fonti si sia allargata la sfera di persone che potevano usufruire dello Ius Quiritium(Es: foedus Cassianum, ma la tradizione di storici antichi parla anche di rapporti tra romani e sabini, in cui questi secondi sarebbero entrati addirittura nel senato di Roma).

### I soggetti dello ius Quiritium

#### Pater e latini
Grazie anche all'opera delle Istituzioni di Gaio si può sapere che c'era una categoria o una classe di cittadini della Città denominati Quiriti. Questi Quiriti, che non erano altro che i patrizi, godevano di una situazione di parità gli uni con gli altri. Per avere la piena capacità giuridica bisognava avere la cittadinanza romana, essere liberi e avere lo status di pater familias; dall'altra i pater gens o i singoli gentiles. C'erano però delle eccezioni: infatti alcune volte per concessione del rex o dai consoli tramite foedus potevano essere concessi alcuni diritti a popoli esterni vicini: i Latini. Si consentivano: lo ius migranti, diritto di potersi trasferire a Roma, lo ius suffragi, diritto di voto, lo ius commercium, diritto di poter compiere atti transitivi, il connubium, poter contrarre matrimonio valido con un romano.

#### Ulteriori soggetti del diritto antico
Altri soggetti che avevano poteri giuridici minori, ma solo per determinate situazioni di garanzia, erano: 
•i nexi, il soggetto con il nexum vincolava il proprio corpo o tramite lavoro a garanzia di una prestazione dovuta al creditore;
i vades, garantivano la comparizione del convenuto nel processo (soprattutto quelli penali);
i praedes, garanti di restituzione della cosa nella legis actio sacramentum in rem o garanti del versamento dell'erario (summa sacramentum) o ancora garanti di prestazioni dovute al populus romanus. 
Nel processo in iure poi c'era la figura del vindex che interveniva in favore di chi stava subendo una manus iniectio assumendosi così l'onore del debito del soggetto e la sentenza del processo o nel sacramentum in rem la figura dell'adsertor in libertatis che affermava la libertà di un individuo presunto schiavo nelle causae liberales. Gli addicti legati da debito che per questo erano ridotti come schiavi, venduti o uccisi per addictus del magistrato. Gli auctorati che si legavano tramite auctoramentum per combattere come gladiatori e riceverne il compenso.

### Il formalismo delloIus Quiritium
Questo ius era caratterizzato da actus legitimi, riti imbevuti di sacralità e di formalismi, che proprio per questi motivi in genere non tolleravano l'apposizione di clausole.

Le formule giuridiche, pronunciate davanti testimoni o magistrati, vincolavano chi le pronunciava nei confronti della controparte, ma soprattutto nei confronti degli dei. In pratica, la violazione delle promesse avrebbe avuto effetti gravi sia sul piano religioso sia civile.

I riti in questione avrebbero dovuto contenere formule (ex iure Quirites) ben precise che chiamassero in causa il "diritto dei Quiriti". Per acquistare la proprietà di un terreno agricolo, tramite mancipatio, ad esempio, un cittadino avrebbe dovuto pronunciare davanti ai testimoni e al magistrato la formula sacra:
(Gaio, Istituzioni di Gaio)

se sbagliava nella pronuncia della formula l'atto non era valido. Se all'inizio però l'atto formale era condizione necessaria e sufficiente per la validità dell'atto stesso, successivamente risultò solo necessario, ma non più sufficiente, poiché si aggiunsero altri requisiti non formali (il pagamento del bene, ecc.)

### Gli istituti probabili dello ius Quiritium
Mancipatio: nasce come una sorta di compravendita-baratto nell'applicazione più arcaica, dove la res mancipi (infatti la mancipatio poteva essere utilizzata solo per alcuni beni non per tutti) veniva scambiata con un bronzo grezzo che si doveva pesare con la bilancia tenuta da un libripens oltre che con la presenza del venditore e compratore oltre che di cinque testimoni cittadini romani puberi, sostituito con lingotti di bronzo recanti il peso, successivamente con moneta coniata poi la mancipatio e la pesatura si separarono poiché la pesatura divenne solo atto simbolico. I pontefici poi decisero che si poteva trasferire anche gli alieni iuris senza effettivo prezzo ma simbolicamente di una moneta. Gaio riporta alcune frasi formali che venivano pronunciate:
(Gaio, Istituzioni di Gaio)
Il problema sorge per le res nec mancipi che non potevano essere vendute e comprate con il mancipio ma solo con l'istituto futuro della traditio perciò si ritiene che un istituto antecedente poi chiamato traditio sia esistito.
Manus: è la potestas sulla moglie e le mogli dei figli e nipoti. Questo istituto in antico era strettamente collegato con il matrimonio poiché non esistevano l'uno senza l'altro anche se il marito se era alieni iuris non poteva detenere la manus della propria moglie ma la deteneva il proprio pater familias (la moglie diventava così appartenente alla familias del marito e non apparteneva più alla propria familias di origine). Per ottenere la manus erano previsti due diversi atti: 
- confarreatio: atto solenne con la pronuncia di determinate parole; una sorta di vero e proprio matrimonio (con dieci testimoni, il flamen Dialis e con un sacrificio a Giove di pane e farro).
- coemptio: finta compera mediante mancipatio in cui si acquistava la donna in qualità di moglie;
- usus: la manus si acquistava per usucapione dove il marito esercitava per un anno la manus senza però avere fatto nessun atto descritti tra quelli precedenti.

Patria potestas: era il diritto del pater di disporre degli alieni iuris(le persone sottoposte alla sua potestas tra cui i figli e i vari parenti). Nel periodo arcaico era un potere fortemente patrimoniale infatti i filii familias si trovavano nella condizione di mancipio ovvero potevano essere dati a un terzo tramite mancipatio di solito usati come garanzia per un debito che dopo la restituzione della prestazione ci sarebbe stata la restituzione dei figli, ma potevano essere anche venduti.
Dominica potestas: era il potere del pater familias sulla res tra cui erano compresi in questa gamma gli schiavi. All'inizio era fortemente potestativo e solo in un secondo momento nel periodo classico assumerà molto più carattere patrimoniale.
Nuncupatio: È la prima clausola antica di cui si ha notizia derivata XII Tavole ma si pensa era già presente nei mores utilizzata nel nexum e nella mancipatioe nel testamentum per eas et libram. Questa si utilizzava quando le parti nel momento di tacere invece facevano una dichiarazione a cui poi dovevano così da modificare un negozio formale. Secondo tale regola:
(Gaio, Istituzioni di Gaio)
Nexum, Vades, e praedes: il Nexum era un atto con cui il nexi vincolava il proprio corpo o il proprio lavoro come prestazione per il creditore, i vades, garantivano la comparizione del convenuto nel processo (soprattutto quelli penali) e i praedes, garanti di restituzione della cosa nella legis actio sacramentum in rem o garanti del versamento dell'erario (summa sacramentum) o ancora garanti di prestazioni dovute al populus romanus.
Vindicatio si rivendicava la proprietà della res da parte del proprietario dominus ma il legame tra bene e proprietario era talmente stretto che si usava: ex iure Quiritium meum esse aio cioè non si rivendicava la proprietà della res ma la res stessa come propria solo dal periodo preclassico comparirà il termine proprietà con dominium ex iure Quiritium utilizzato anche nel sacramentum in rem, che ha origini quirite e l'agere in rem per sponsionem, del periodo classico. Un esempio che dà Gaio è questo pronunciato dal giudice:
(Gaio, Istituzioni di Gaio)
Una figura a parte è la vindicatio in servitutem mancipi fatta tramite mancipatio, di cui alcuni studiosi, tra cui il Guarino, ipotizzano l'origine quirita.
Obligationes e delictus: Tra le figure obbligate c'erano i nexi, i vades, e i praedes che erano garanti poi il vindex (vedi Ius Quiritium#I soggetti dello ius Quiritium), i soggetti legati da vincoli corporali nei riguardi di un colpevole di reato minore nei riguardi di un pater familias o di una sua res (si pensi al furto in flagranza di reato) il quale poteva infliggere al vincolato un danno corporale con caratteristiche sacrali. Per i reati più gravi come l'uccisione di un pater familias o di un appartenente al gruppo parentale allora si uccideva il colpevole, la tradizione in riferimento dei mores maiorum (secondo altri sarebbe secondo altri storici antichi sarebbe prevista da una lex regia di Numa Pompilio) parla anche dei parricidas distinti in uccisori di uomini liberi di cui non si sa la pena e di uccisione di un parente si incorreva nella poena cullei per altri reati gravi nella sacertà come sacrificio a una divinità. La stessa comunità faceva in modo di rendere impossibile al colpevole di difendersi e al pater familias di poter ricevere giustizia. D'altra parte esistevano anche la fiducia cum creditore e il pignus datum che nel periodo più arcaico si basavano su un rapporto fiduciario etico-sociale forse derivato dalle usanze antiche e solo poi diventato giuridico.
Sponsio: si ritiene che all'inizio questo istituto era un atto sacrale che generava solo vincoli etico-religiosi, ma molto velocemente anche natura giuridica, il quale gravava su chi era soggetto alla manus iniectio, si ritiene che sia la prima obligatio dove il debitore si legava con creditore con una promessa formale vincolante da cui si svilupperà la stipulatio o la legis actio per iudicis postulationem o la adpromissio nei periodi successivi.
Adrogatio: Era un istituto che consentiva di sottomettere un pater familias (arrogato) e le sue res al potere potestativo di un secondo pater familias (arrogante) facendolo diventare il primo alieni iuris rispetto al secondo, forse utilizzato anche nelle gentes dal pater gens.
Usucapio: Era un istituto tramite il quale si assumeva la proprietà di un bene avendo usufruito per un certo periodo di quel bene. Nel periodo antico era un po' diverso rispetto a quello previsto per iuris civilis, che distingueva in acquisti derivati ed a titolo originale distinzione che ab antiquo sicuramente non c'era come anche il dover dimostrare la proprietà in giudizio dimostrando a quali proprietari era appartenuto in precedenza (in pratica tutti i precedenti proprietari sino a risalire al titolo originario). Invece secondo una consuetudine poi ripresa dalle XII Tavole si acquistava il bene immobile dopo due anni di usus per acquistare invece le ceterae res(beni mobili e la donna convivente con l'uomo come se fosse moglie) l'usus era di un anno. Non serviva né giustificazione dell'usus né bonae fidei.
Patronato e clientela: Secondo la tradizione tramandata da alcune fonti questo istituto sarebbe parecchio antico, addirittura sarebbe stato istituito da Romolo con lex regia. Questo istituto prevedeva che singole persone o intere famiglie (clientes) erano sottoposte all'autorità di un gentilis o un pater familias (patronus) a cui dovevano prestare servizi in cambio di protezione; il loro legame era vincolato da regole di fides e se il cliens danneggiava il patronus in maniera ingiusta incorreva nella sacertà.
Testamenti ed eredità: Il testamento di origine quirita più antico pervenutoci è il testamentum calatis comitiis che veniva pronunciato davanti al collegio dei calatis comitiis in maniera solenne e poteva essere fatto solo due volte l'anno secondo Gaio. Il testamentum in procinctu derivato dal primo e molto simile per questo veniva fatto davanti all'esercito schierato per una battaglia. Siccome però con questi testamenti non si designava la successore di un pater familias per questo invece veniva usata la mancipatio familiae. Riguardo all'eredità c'era anche una particolare figura di sui hereditas in societas chiamata consortium ercto non cito, dove la proprietà intera era singolarmente di ciascun appartenente alla societas solo in futuro ci saranno le varie divisioni ereditarie di questa societas predisposte sia iuris civilis che dal pretore. Un'altra figura è l'actio dell'hereditas petitio (che assume tale nome solo nel classico), sempre su ipotesi poiché risalente ad antico, dove un preteso erede impossibilitato a esercitare la potestas su res al momento possedute da altro soggetto tramite tale azione ne rivendicava l'appartenenza.
Tutela: Le persone che non erano ab antiquo sottoposte a manus, mancipium erano sottoposte a tutela. Questi soggetti erano gli impuberi, bambini senza maturità sessuale che doveva essere accertata caso per caso. Solo alla fine del periodo antico le donne venivano considerate mature a 12 anni. A partire dalle XII Tavole risultano solo due tutele quella legittima (dell'adgnatus proximus) e testamentaria (ammesso qualsiasi tutore cittadino romano anche non erede) non si sa se riconducibili a qualche mores. Questa prima tutela era all'inizio non nell'interesse del tutelato, ma del pater che deteneva la tutela, poiché poteva gestire i beni della persona incapace come meglio credeva.
Rappresentanza: Nell'antica Roma non risulta nessuna rappresentanza in linea massima poiché solo il titolare del diritto poteva porre in essere un negozio valido soprattutto nello ius Quiritium, si conosce però un principio molto antico secondo cui schiavi e alieni iuris potevano migliorare lo status nel loro dominus o pater familias. Una figura a parte che però non è considerata una rappresentanza è il nuntium che era un messaggero che riferiva la volontà di un pater familias.
Religione: È possibile che lo ius Quiritium regolasse la religione dei familias e delle gentes poiché è noto che i singoli gruppi avevano un dio a cui erano particolarmente devoti e a cui dovevano rispettare dei determinati riti viene in luce questo soprattutto per le famiglie più importanti del tempo.
Legis actiones: Sono atti esperiti da un pater familias che rivendica una potestas in iure. La procedura processuale generale è molto antica, ma ci sono in particolare delle actiones che hanno origine quiritaria:
- Sacramentum in rem: serviva per far valere la potestas del pater familias o rivendicare un'eredità o lo status di qualcuno come libero o schiavo e nel secondo periodo antico anche per alcuni diritti sui beni. L'attore doveva prendere la persona o la cosa che gli apparteneva anche con la forza oppure portare il magistrato o il rex la controparte doveva solo venire in iure per far in modo che il rex o il magistrato non autorizzasse la possessione dell'attore (in un secondo momento presentataa con l'in ius vocatio). Così avveniva che l'attore facesse la vindicatio sulla res:

(Gaio, Istituzioni di Gaio 4,16)
e così dicendo poneva la festuca (una verga che i romani chiamavano vindicta, da cui il nome della manumissio) sullo schiavo o presunto tale. Il convenuto doveva allora porre in essere la controvindicatio per fare in modo che l'attore non si appropriasse della res e afferravano l'oggetto o la persona come per strapparselo, secondo però alcuni studiosi la contesa nell'età più arcaica avveniva davvero e non era solo simbolica. Da qui si lasciava in custodia al magistrato e fare il sacramentum promettendo in nome di Giove prima l'attore e poi il convenuto (soprattutto in età arcaica doveva essere molto sentita e chi non era il proprietario per paura della divinità rinunciava e non faceva il sacramentum). Il sacramentum consisteva all'atto pratico di depositare 5 pecore o buoi e la parte vincente che avesse fatto il sacramentum iustum poteva ritirare le sue mentre gli altri venivano sacrificati come espiazione; poi fu modificata con la lex Aternia Tarpeia.
- manus iniectio: Era un atto esecutivo, antico quasi quanto la legis actio sacramentum in rem esperibile più recentemente solo nei casi previsti dalle disposizioni legislative. Nell'accezione più antica prima delle XII Tavole era probabilmente esperibile senza confessio o giudizio precedente ovvero senza iudicatus come previsto anche dopo le XII Tavole.
- Sacramentum in personam: questa più recente del sacramentum in rem e derivato dall'intervento del vindex nella manus iniecto, perciò fatto senza in ius vocatio, poiché il vindex era già presente in tribunale.
- Pignoris capio: Non era esattamente una legis actio poiché non partecipavano né il rex né il magistrato e alcune volte non c'era nemmeno un convenuto, tramite questa actio l'attore che doveva comunque pronunciare parole precise prendeva la cosa in pegno. Gaio che parla di questa actio fa riferimenro anche ai mores oltre che alle XII Tavole e alcune leges.